# Jon Höjer

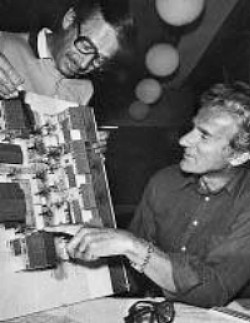
Höjer (t.v.) och Ljungqvist.

Jon Höjer, född 25 december 1922 i Solna, död 11 november 2014 i Bromma, Stockholm, var en svensk arkitekt. 
Jon Höjer var son till Axel och Signe Höjer. Han tog examen vid Kungliga Tekniska Högskolan 1946 och från Konstakademien 1949. Efter anställning hos arkitekterna Bengt Romare och Georg Scherman samt på Stockholms stadsbyggnadskontor och HSB startade han 1952 egen verksamhet tillsammans med Sture Ljungqvist. Deras arkitektkontor Höjer & Ljungqvist existerade fram till 1992 då det övergick till företagets medarbetare och bytte namn till Origo arkitekter.
Tillsammans med kurskamraten Sture Ljungqvist bildade han 1952 arkitektkontoret Höjer & Ljungqvist som ritade en lång rad byggnader i efterkrigstidens Sverige, som bostadsområden, radhus, centrumanläggningar, skolor, generalplaner, kontors- och industribyggnader samt kyrkor och banker.
Bland Höjer & Ljungqvists arbeten kan nämnas radhusbyn på Atlantisområdet i Vällingby (1952–1955), radhusområde kring Persbergsbacken och Forsbackagatan i Larsboda (1958), radhusområde Smedslättens gård i Bromma (1961–1965), stadsdelarna Johannelund, Linköping (1958–1963), Sätra i Gävle (1964–1972), Bredängs centrum (1965), Kista i Stockholm (1975–1980) samt bostäder, butiks- och servicecentrum Ringen vid Götgatan 100 (1979–1982). Höjer & Ljungqvist gestaltade även den diskuterade ombyggnaden av Hästskopalatset vid Hamngatan i Stockholm (1971–1972).
Firman stod även bakom en lång rad stadsplaner; här kan nämnas stadsplan för Bredäng (1961–1962), generalplan för Bålsta (1966–1972), generalplan för Norra Botkyrka (1967) samt områdesplan och stadsplaner för Fittja (1968–1970).

## Bilder, verk i urval

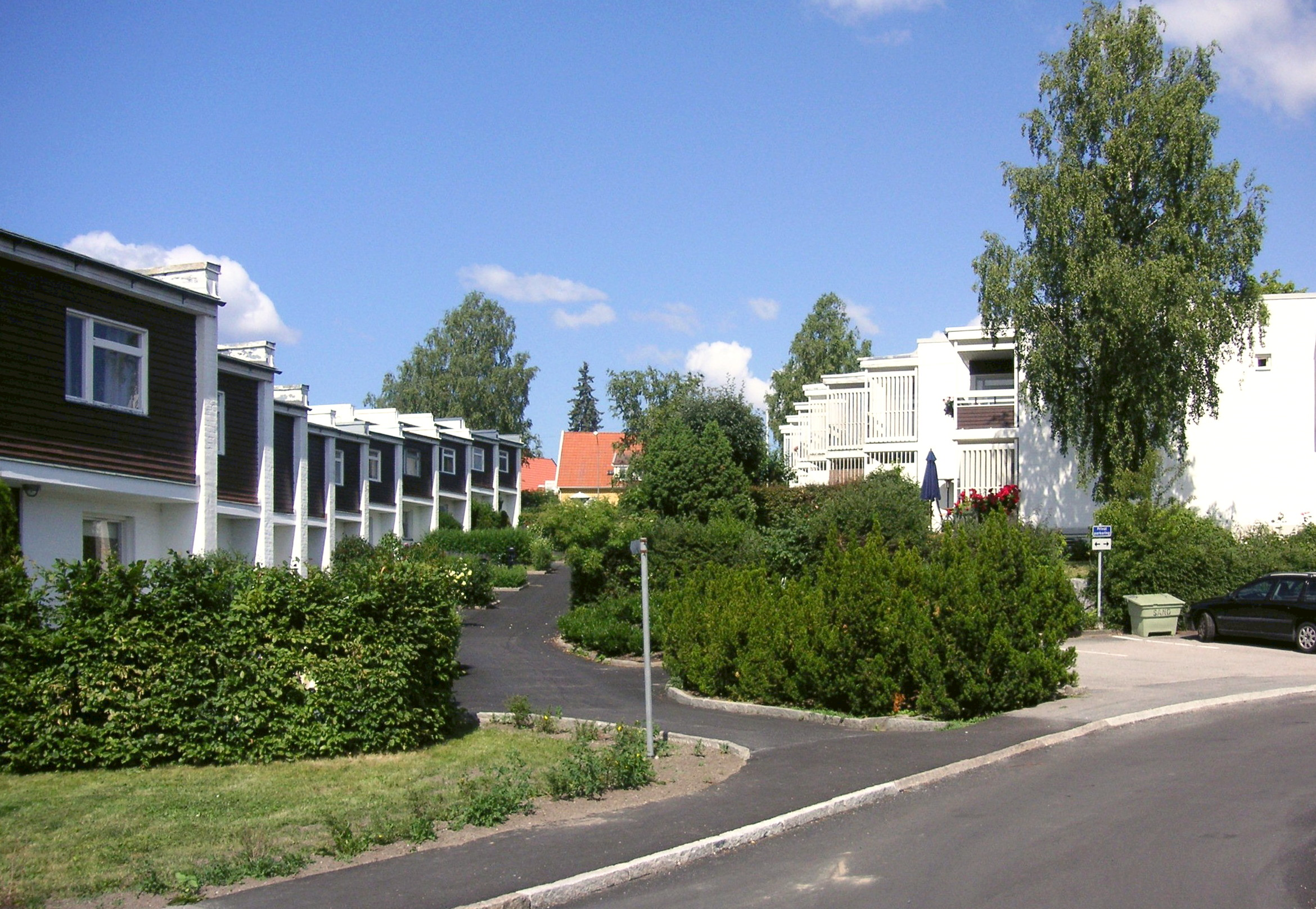
Radhusområdet i Smedslätten.
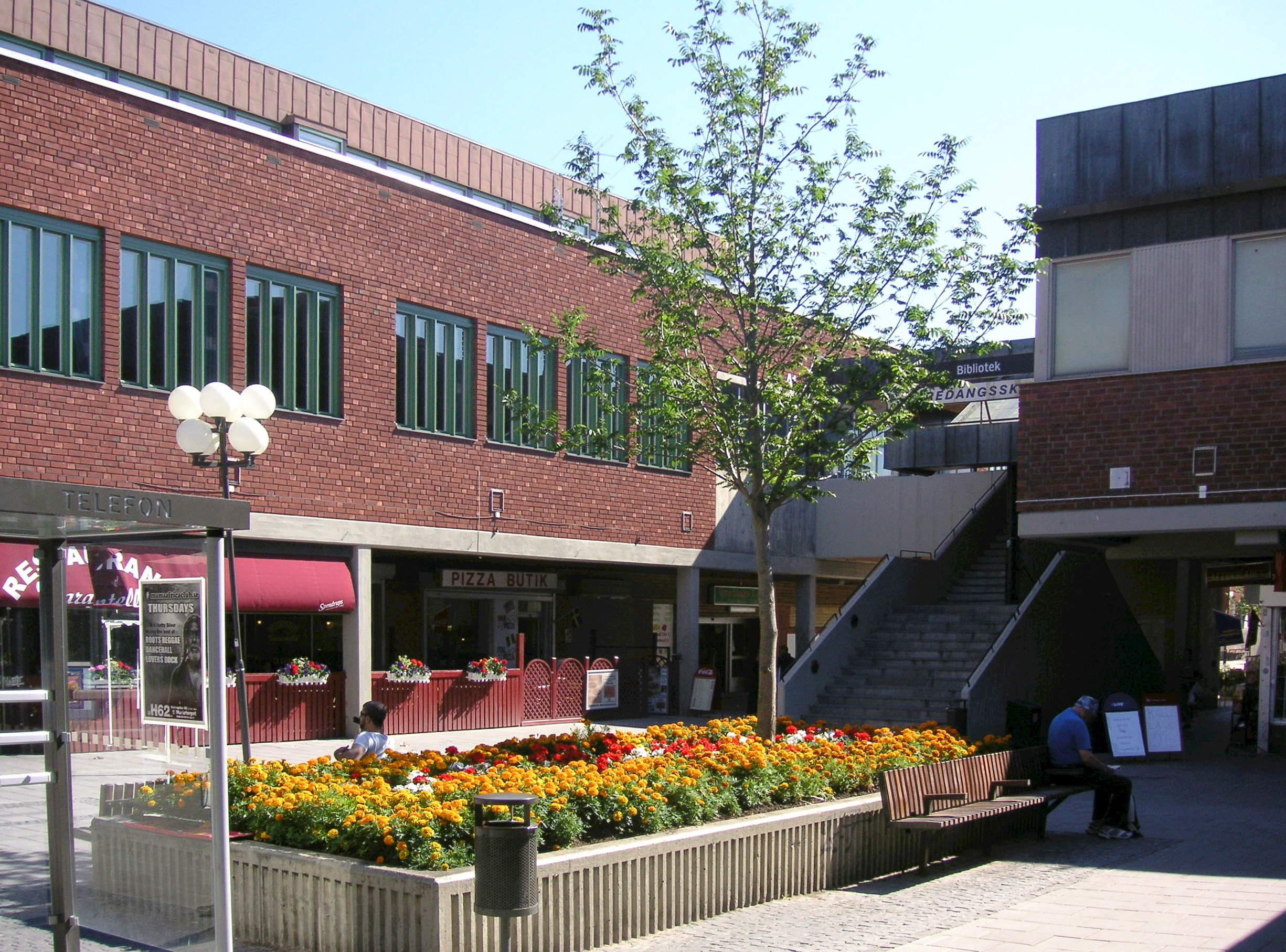
Bredängs centrum.
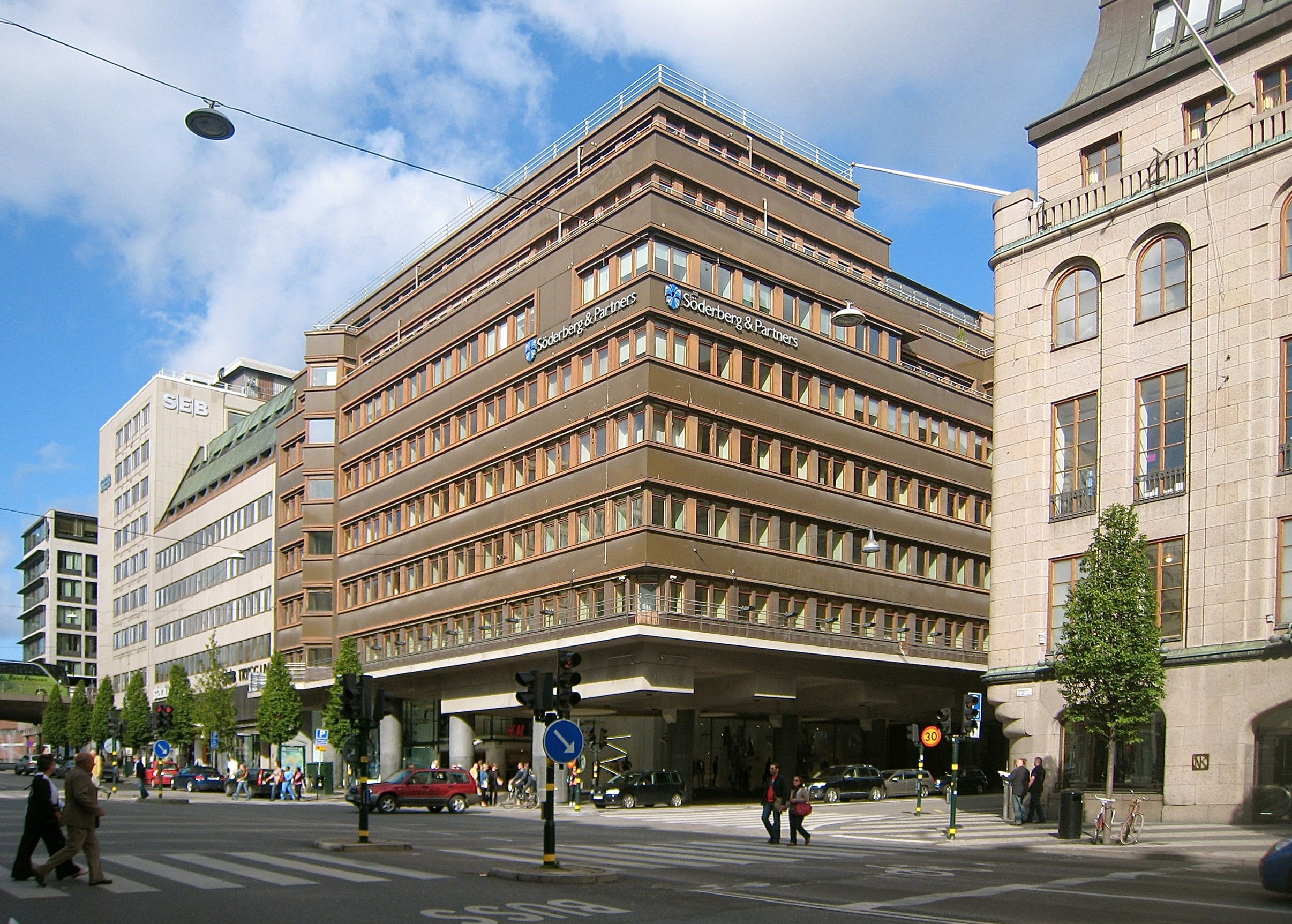
Hästskopalatset (ombyggnad)
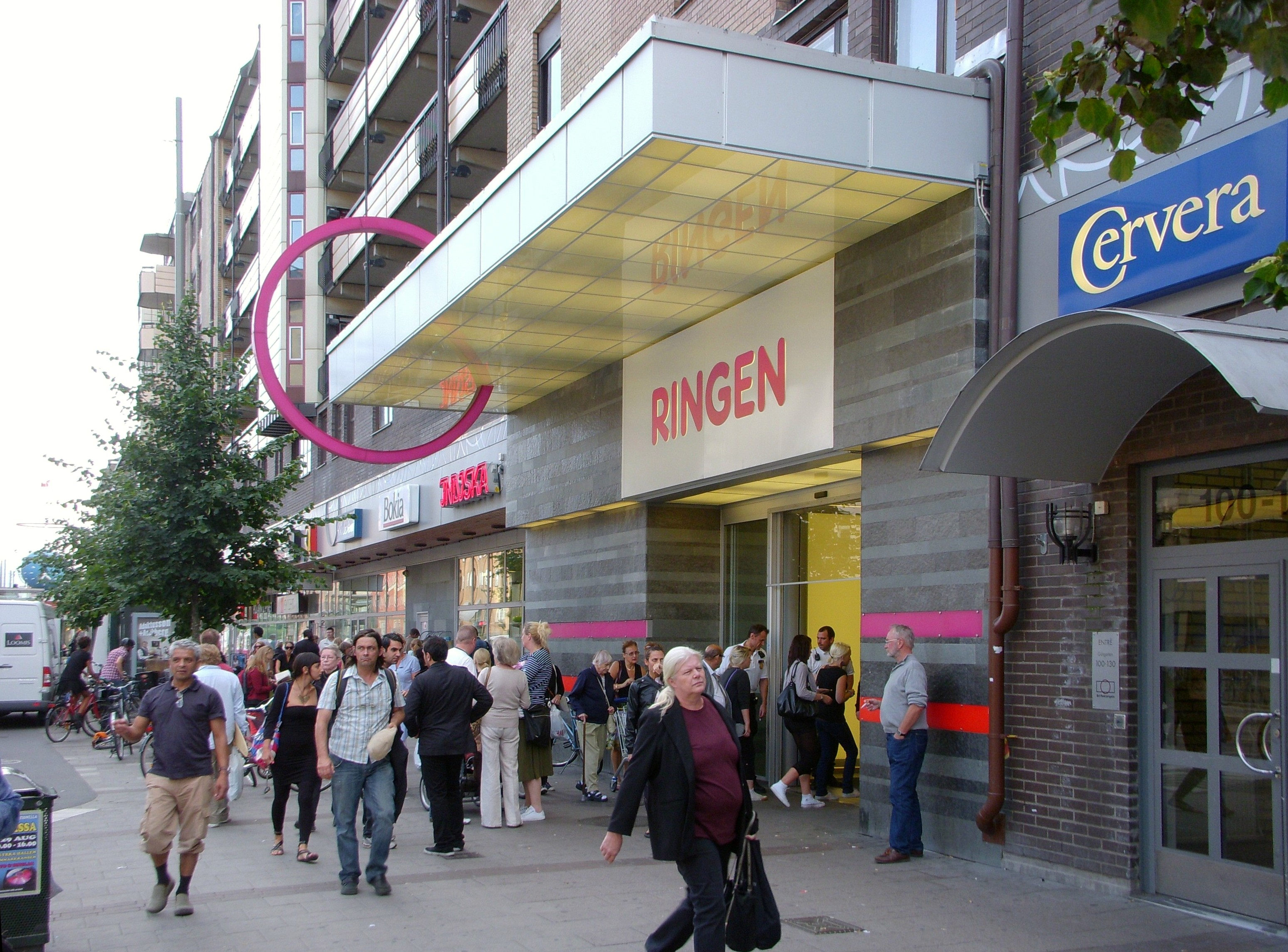
"Ringen" på Södermalm.